# Fuser

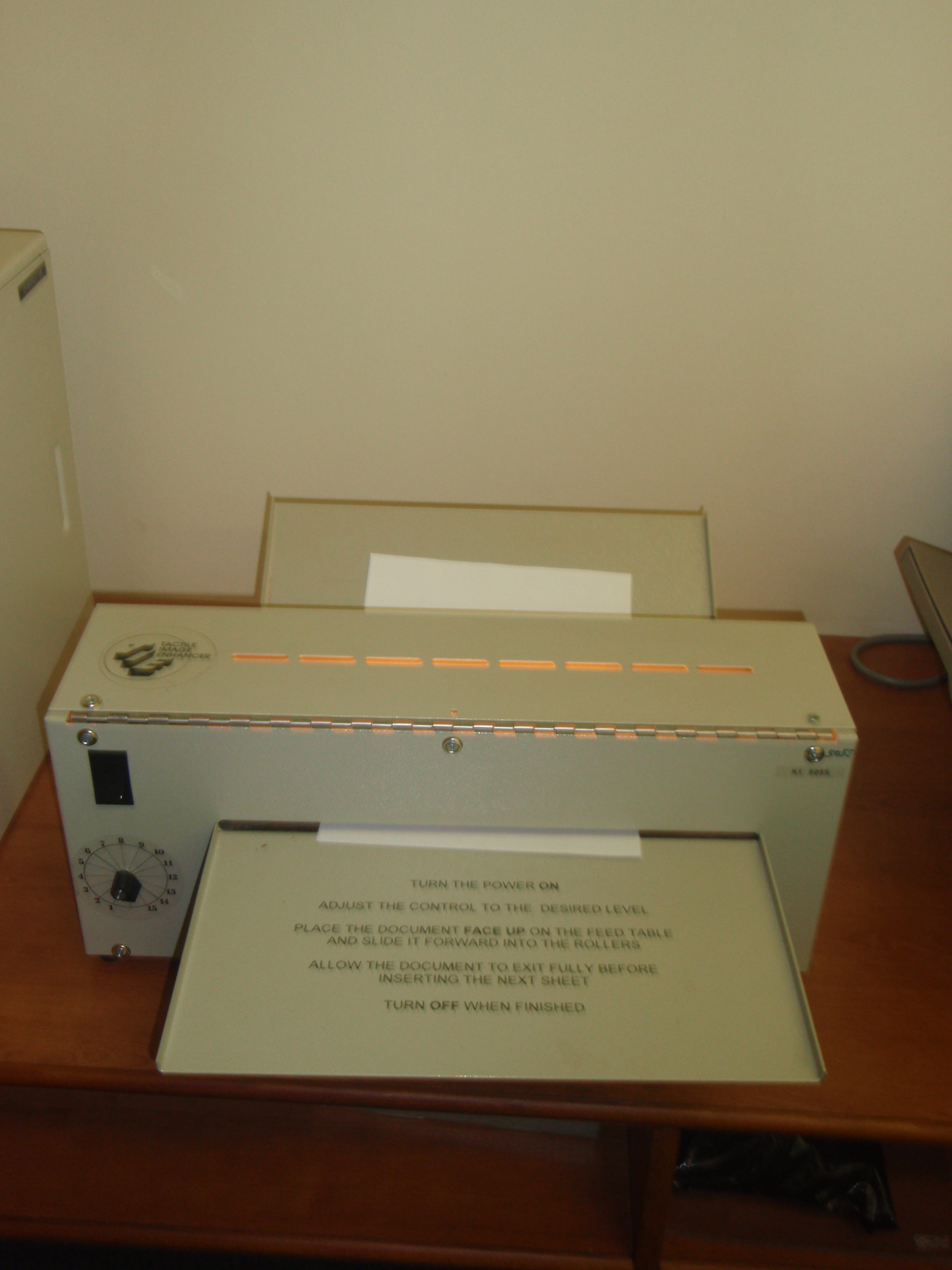
Předloha okopírovaná na speciální papír se nechá projet fuserem.

Fuser je zařízení na výrobu hmatových (haptických) map, plánků, schémat a dalších podkladů pro zrakově postižené uživatele. Celá technologie funguje na tom principu, že se na speciální papír nakopíruje, popř. černou fixou překreslí předloha. Následně se nechá celý list projet fuserem a kontura znázorněných objektů vystoupí nad povrch. Papír totiž obsahuje teplocitlivou vrstvu, která působením tepla zvětšuje svůj objem. To právě zajišťuje fuser – osvítí totiž papír infračervenými paprsky a pouze černá místa se výrazněji zahřejí.